# Stella Bos
Stella Bos (Den Helder, 21 september 1935 – Schagen, 1 januari 2022), artiestennaam van Adrie Tuinsma-Pot, was een Nederlandse zangeres. Ze werd  ook bekend onder de naam De Onbekende Zangeres.

## Biografie
Bos' eerste singles waren Als de jantjes binnenvaren/ Stella Maris en Ik kan je niet trouwen/ Het is nog niet te laat die in 1958 onder de naam Adri Tuinsma en de Gouden 5 verschenen. In de jaren 60 maakte zij bij platenmaatschappij Artone 6 singles. In 1970 kwam zij in contact met Johnny Hoes die liedjes voor haar begon te schrijven. In 1984 komt echter de doorbraak van Bos met het liedje Weer ging een vriendschap kapot en Een keer te veel. In de jaren 80 beëindigde Bos haar actieve zangcarrière in verband met een ziekte. In 1991 maakte zij een comeback met de single Over 'n uur die drie weken in de Nederlandse Top 40 heeft gestaan.
Bos zong voor het laatst in 2017 in Tiel.
De artiestennaam van Stella Bos werd geïnspireerd door de hit De bostella van Johnny & Rijk, maar ze gebruikte ook de artiestennaam Stella.

## Persoonlijk
Bos overleed in Schagen op 1 januari 2022. Zij was getrouwd en had drie kinderen.
- MusicBrainz: a5f4ddd0-1768-47c3-a026-c2fcac823ac8
- Virtual International Authority File: 304356208